# گلوریا استفان
گلوریا استفان (به انگلیسی: Gloria Estefan) با نام اصلی گلوریا ماریا میلاگروزا فاهاردو گارسیا د استفان Gloria María Milagrosa Fajardo García de Estefan (زادهٔ ۱ سپتامبر ۱۹۵۷) خواننده، ترانه‌سرا، بازیگر و کارآفرین کوبایی‌تبار آمریکایی است  وی بیش از صد میلیون نسخه فروش از آلبوم‌هایش در سراسر جهان دارد.